# ألفريدو سنكلير
ألفريدو سنكلير (بالإسبانية: Alfredo Sinclair)‏ هو رسام وفنان بنمي، ولد في 8 ديسمبر 1915، وتوفي في 2 فبراير 2014.